# Tazheranite
La tazheranite è un minerale.